# Grote centauriegalboorvlieg
De grote centauriegalboorvlieg (Urophora cuspidata) is een vliegensoort uit de familie van de boorvliegen (Tephritidae). De wetenschappelijke naam van de soort is voor het eerst geldig gepubliceerd in 1826 door Meigen.